# 스크로베니 경당

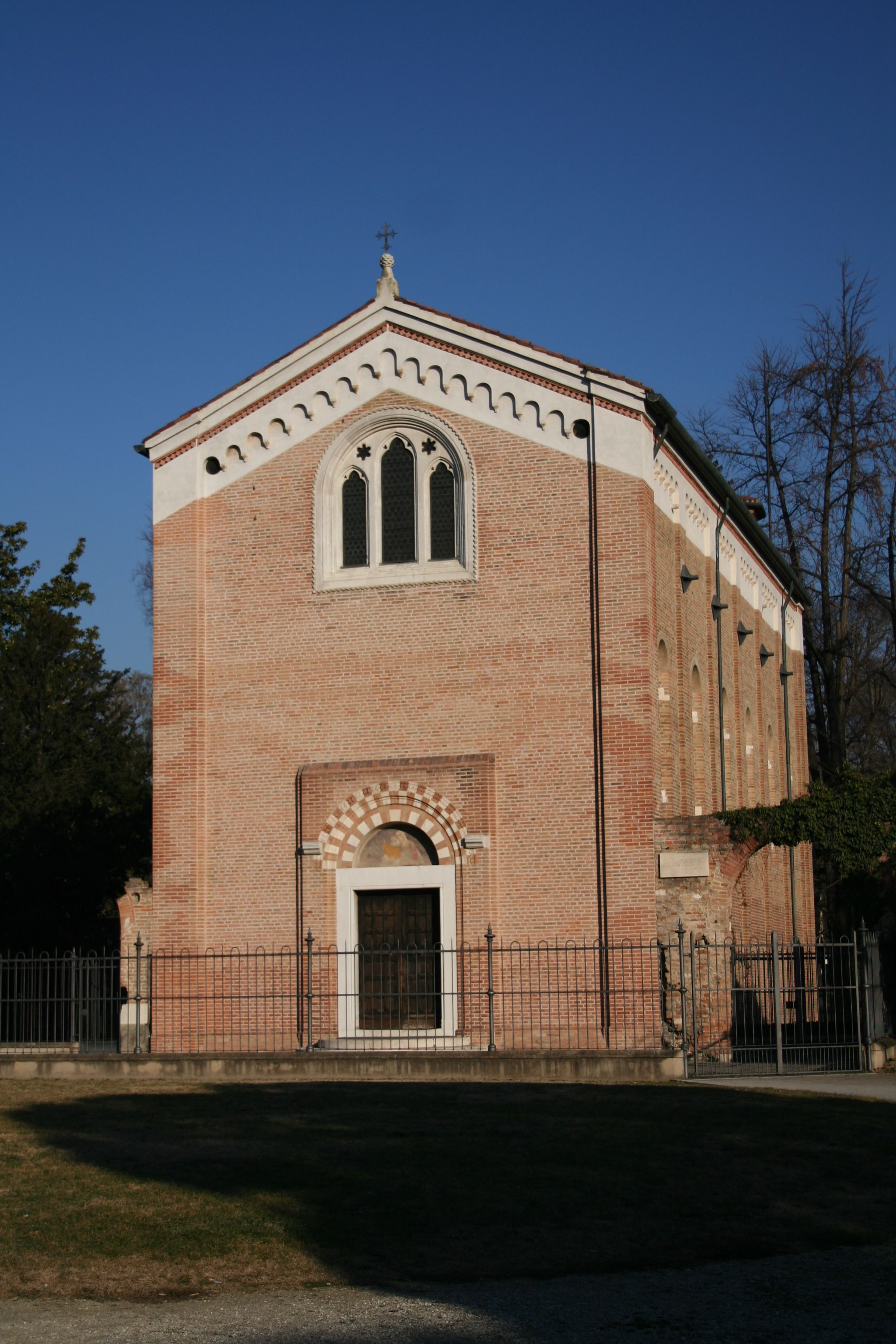
스크로베니 예배당

스크로베니 경당(Scrovegni Chapel)은 이탈리아 파도바에 있는 성당이다. 1305년경에 완성된 조토 디 본도네의 프레스코화가 전시되어 있으며, 2021년 유네스코 세계유산으로 지정되었다.